# Linea Mugi

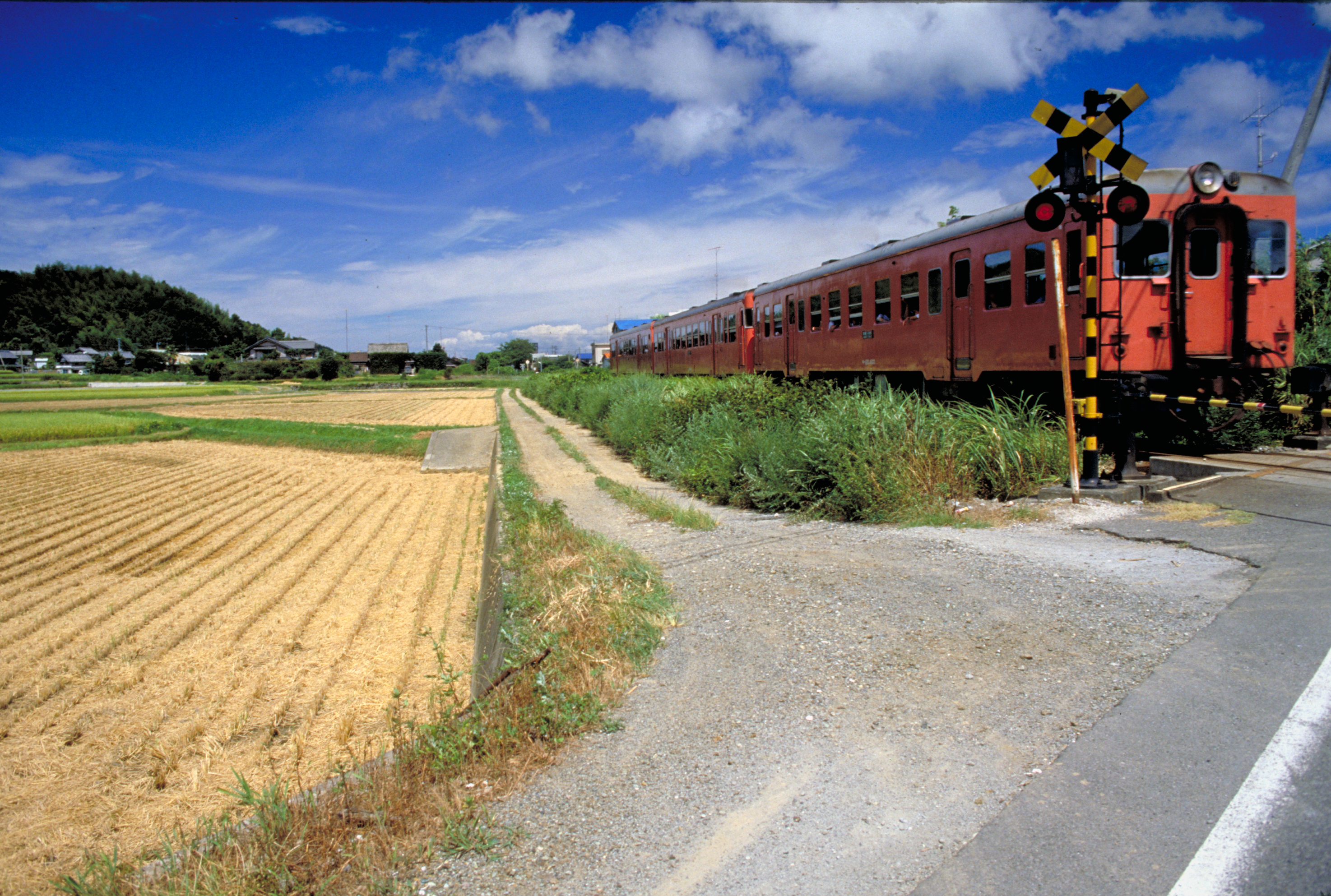
Un treno in passaggio ritratto nel 1985

La linea Mugi (牟岐線?, Mugi-sen) è una linea ferroviaria dell'isola dello Shikoku, in Giappone, ed è gestita dalla JR Shikoku. La ferrovia percorre da nord a sud il litorale della prefettura di Tokushima, e al termine, presso la stazione di Kaifu, si congiunge con la linea Asatō della Ferrovia Asa Kaigan. Il soprannome in giapponese della linea è ferrovia costiera Awa-Muroto (阿波室戸シーサイドライン?, Awa Muroto Shīsaido Rain)
La linea è caratterizzata dal colore turchese e numerata con la lettera "M".

## Dati principali
- Operatori e distanze:
  - Shikoku Railway Company (JR Shikoku) (servizi e binari)
  - Lunghezza totale: 79,3 km
- Numero di stazioni: 30
- Numero di binari: la linea è totalmente a binario singolo
- Trazione: termica
- Massima velocità consentita: 110 km/h

## Servizi
La linea è percorsa sia da treni locali che a media percorrenza.

### Media percorrenza
Sulla linea circolano i seguenti tipi di espresso limitato, accessibili con tariffazione maggiorata:
- Tsurugi: unisce la stazione di Mugi, con Awa-Ikeda sulla linea Tokushima
- Muroto: segue un percorso simile allo Tsurugi, ma la maggior parte sono limitati a Tokushima
- Home Express: unisce Tokushima con Anan

### Servizi locali
I treni locali sono prevalentemente divisi in due sezioni di transito alla stazione di Muroto. La frequenza di passaggio dei treni locali è di circa 1 all'ora, che diventano 2 o 3 durante le ore di punta del mattino. L'orario non è cadenzato.

## Stazioni
- Tutte le stazioni si trovano nella prefettura di Tokushima.
- I treni locali fermano in tutte le stazioni. Per i treni espressi limitati Muroto e Tsurugisan vedere i rispettivi articoli.
- I treni possono incrociarsi presso le stazioni indicate dal simbolo "◇".

| Num. | Stazione            | Giapponese | Distanza | Distanza | Collegamenti                                      |    | Posizione             |
| Num. | Stazione            | Giapponese | Interst. | Da Sako  | Collegamenti                                      |    | Posizione             |
| ---- | ------------------- | ---------- | -------- | -------- | ------------------------------------------------- | -- | --------------------- |
| M00  | Tokushima           | 徳島       | -        | 0.0      | Linea Kōtoku (T00) Linea Tokushima* Linea Naruto* | ◇  | Tokushima             |
| M01  | Awa-Tomida          | 阿波富田   | 1.4      | 1.4      |                                                   | ｜ | Tokushima             |
| M02  | Niken'ya            | 二軒屋     | 1.4      | 2.8      |                                                   | ◇  | Tokushima             |
| M03  | Bunkanomori         | 文化の森   | 1.1      | 3.9      |                                                   | ｜ | Tokushima             |
| M04  | Jizōbashi           | 地蔵橋     | 2.1      | 6.0      |                                                   | ｜ | Tokushima             |
| M05  | Chūden              | 中田       | 3.2      | 9.2      |                                                   | ◇  | Komatsushima          |
| M06  | Minami-Komatsushima | 南小松島   | 1.7      | 10.9     |                                                   | ◇  | Komatsushima          |
| M07  | Awa-Akaishi         | 阿波赤石   | 3.3      | 14.2     |                                                   | ｜ | Komatsushima          |
| M08  | Tatsue              | 立江       | 1.4      | 15.6     |                                                   | ◇  | Komatsushima          |
| M09  | Hanoura             | 羽ノ浦     | 2.1      | 17.7     |                                                   | ◇  | Anan                  |
| M10  | Nishibara           | 西原       | 2.1      | 19.8     |                                                   | ｜ | Anan                  |
| M11  | Awa-Nakashima       | 阿波中島   | 2.0      | 21.8     |                                                   | ｜ | Anan                  |
| M12  | Anan                | 阿南       | 2.7      | 24.5     |                                                   | ◇  | Anan                  |
| M13  | Minobayashi         | 見能林     | 1.9      | 26.4     |                                                   | ｜ | Anan                  |
| M14  | Awa-Tachibana       | 阿波橘     | 2.2      | 28.6     |                                                   | ｜ | Anan                  |
| M15  | Kuwano              | 桑野       | 4.0      | 32.6     |                                                   | ◇  | Anan                  |
| M16  | Aratano             | 新野       | 3.6      | 36.2     |                                                   | ｜ | Anan                  |
| M17  | Awa-Fukui           | 阿波福井   | 2.7      | 38.9     |                                                   | ｜ | Anan                  |
| M18  | Yuki                | 由岐       | 6.0      | 44.9     |                                                   | ◇  | Minami Kaifu          |
| -    | Tainohama           | 田井ノ浜   | -        | -        | stazione stagionale                               | ｜ | Minami Kaifu          |
| M19  | Kiki                | 木岐       | 2.3      | 47.2     |                                                   | ｜ | Minami Kaifu          |
| M20  | Kitagawachi         | 北河内     | 4.3      | 51.5     |                                                   | ｜ | Minami Kaifu          |
| M21  | Hiwasa              | 日和佐     | 1.8      | 53.3     |                                                   | ◇  | Minami Kaifu          |
| M22  | Yamagawachi         | 山河内     | 5.1      | 58.4     |                                                   | ｜ | Minami Kaifu          |
| M23  | Hegawa              | 辺川       | 5.9      | 64.3     |                                                   | ｜ | Mugi Kaifu            |
| M24  | Mugi                | 牟岐       | 3.4      | 67.7     |                                                   | ◇  | Mugi Kaifu            |
| M25  | Sabase              | 鯖瀬       | 4.3      | 72.0     |                                                   | ｜ | Kaiyō, Kaifu District |
| M26  | Asakawa             | 浅川       | 3.4      | 75.4     |                                                   | ｜ | Kaiyō, Kaifu District |
| M27  | Awa-Kainan          | 阿波海南   | 2.4      | 77.8     |                                                   | ｜ | Kaiyō, Kaifu District |
| M28  | Kaifu               | 海部       | 1.5      | 79.3     | Linea Asatō (AK28)                                | ◇  | Kaiyō, Kaifu District |

- Sebbene le linee Tokushima e Naruto non appartengano ufficialmente alla stazione di Tokushima, i treni di queste partono dalla stazione di Tokushima, impegnando per un breve tratto la linea Kōtoku.